# Атетоз

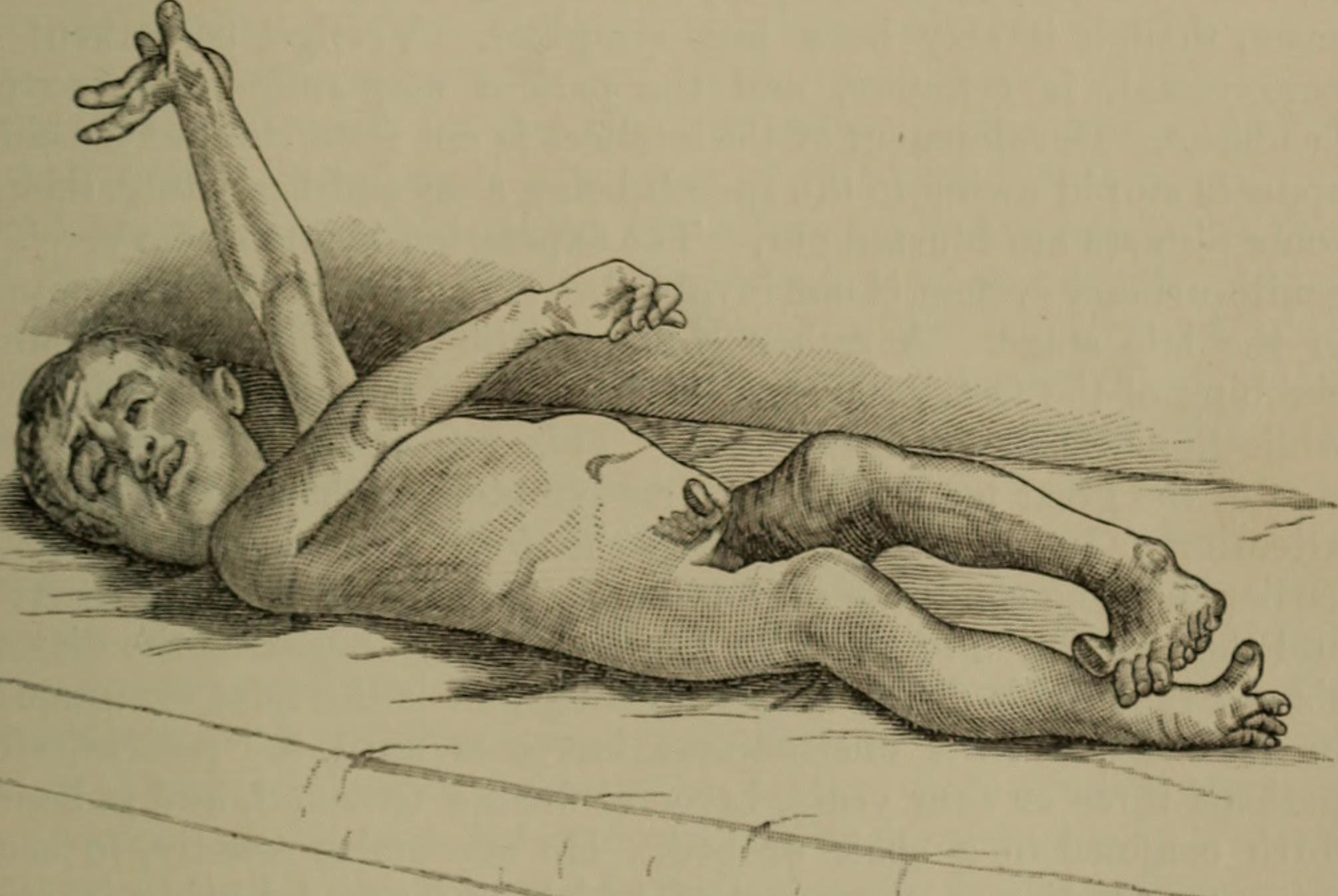

Атетоз (от др.-греч. ἄθετος — неустойчивый) — гиперкинез (патологические непроизвольные движения), выражающийся медленной тонической судорогой конечностей, лица, туловища. Он занимает промежуточное положение между дистонией и хореей, объединяя черты этих гиперкинезов.
Отличается непроизвольными медленными стереотипными, вычурными движениями небольшого размаха в дистальных отделах конечностей, которые могут распространяться и на проксимальные отделы конечностей, а также мышцы головы, языка, лица (вытягивание губ, перекашивание рта, гримасничанье).
Степень судороги изменчива, и она преобладает то в одних, то в других мышечных группах, вследствие чего эти насильственные непроизвольные движения медленны, червеобразны, как бы плывут по мышцам. Важными признаками атетоза являются изменчивый тонус мышц, формирование преходящих контрактур.
Атетоз возникает при поражении базальных ганглиев, полосатого тела в области хвостатого ядра и скорлупы и является одной из форм проявления коркового паралича. Обычно это происходит в раннем детском возрасте (при родовой травме, ядерной желтухе, инсультах и т. п.). Эффективного лечения его не разработано.
Впервые описан в 1870 году американским врачом Уильямом Хаммондом и иногда называется по его имени.